# Cristina Scabbia
Cristina Adriana Chiara Scabbia (Milán, 6 de junio de 1972) es una cantante italiana conocida por ser una de los dos vocalistas de la banda de metal gótico Lacuna Coil. También es columnista de la revista musical Revolver.
Figura en el puesto 94 dentro del listado Los 100 mejores vocalistas del Metal de todos los tiempos de la revista Hit Parader. Además es conocida por la versión de À Tout le Monde de la famosa banda de thrash metal Megadeth.

## Biografía
En 1991, Scabbia comenzó a cantar profesionalmente en los coros de  otras bandas.  Más tarde, en ese mismo  año, conoció al vocalista masculino Andrea Ferro y al bajista Marco Coti Zelati de Lacuna Coil en el club Midnight de Milán y, poco después, comenzó a salir con Marco. En ese momento, la banda se llamaba Ethereal, y su entonces novio y bajista, Marco, le pidió a Scabbia que hiciera las voces. Fue contratada para grabar voces en las cintas de demostración e invitada a ser miembro permanente. Después de varios cambios en la formación de la banda, los miembros se redujeron a Ferro, Coti Zelati y Scabbia. La banda grabó una demostración de dos pistas en mayo de 1996 y pronto firmaron con la rama alemana de Century Media, y finalmente se unieron a la rama estadounidense del sello. Una vez que firmaron, y después de enterarse de que una banda griega firmada con Century Media ya había reclamado el nombre Ethereal, la banda cambió su nombre a Lacuna Coil . Agregando nuevos miembros a la banda, comenzó Lacuna Coil, lanzando su primer álbum en 1999.
Scabbia es la primera mujer, y única hasta ahora, que ha tocado en el escenario principal del Ozzfest, el festival patrocinado por Ozzy Osbourne, así como la primera mujer en obtener una portada especial en una revista, al mismo nivel que sus colegas masculinos, en revistas importantes en todo el mundo como Revolver, Terrorizer y Metal Hammer.
En junio, en el Metal Hammer Golden Gods Awards, Scabbia recibe el premio Metal Icon, siendo la primera mujer en hacerlo.
En 2007 Scabbia hizo un dúo con Dave Mustaine en la nueva versión de «A Tout Le Monde», esta nueva versión se llama A Tout Le Monde (Set Me Free) y está incluida en el álbum de Megadeth United Abominations. También en 2007 participó en la canción S.O.S. (Anything but Love) de Apocalyptica, incluida en el álbum Worlds Collide.
En 2008 actuó junto con el cantante de L'Aura, en la edición 58.ª del Festival de San Remo, interpretando la canción Stop!.
En 2018 Cristina Scabbia fue jurado de la 5.ª edición del programa "La Voz", en su versión italiana.
Junto con Marco Areta, más conocido como Mark The Hammer, trabajaron en una adaptación de “Tristam Village”, el tema principal del mítico videojuego “Diablo II”. La canción se titula "Start Again".

## Vida personal
Entre 2004 y 2017 fue pareja de James Root, guitarrista de Slipknot. En una entrevista dijo: «Me fascinó desde la primera vez que lo vi».
Es amiga de Simone Simons de Epica y de Angela Gossow (exvocalista de Arch Enemy).

## Discografía

### Álbumes
- In a Reverie (1999)
- Unleashed Memories (2001)
- Comalies (2002)
- Karmacode (2006)
- Shallow Life (2009)
- Dark Adrenaline (2012)
- Broken Crown Halo (2014)
- Delirium (2016)
- Black Anima  (2019)
- Comalies XX (2022)
- Sleepless Empire (2025)

### Demos y EP
- Promo '96 (Demo, 1996)
- Lacuna Coil (EP, 1998)
- Halflife (EP, 2000)

### Recopilatorios
- The EPs (2005)
- Manifesto of Lacuna Coil (2009)

### DVD
- Visual Karma (Body, Mind and Soul) (2008)

### Sencillos
- Heavens A Lie (2002)
- Swamped (2004)
- Our Truth (2006)
- Enjoy the Silence (2006)
- Closer (2006)
- Within Me (2007)
- Spellbound (2009)
- I Like It (2009)
- I Won't Tell You (2009)
- Wide Awake (2009)
- Trip the Darkness (2011)

### Reediciones
- Unleashed Memories (2005)
- In A Reverie (2005)

### Videos
- Heaven's A Lie (First Version) (2003)
- Heaven's A Lie (USA Version) (2003)
- Heaven's A Lie (Studio Version) (2003)
- Swamped (2004)
- Our Truth (2006)
- Enjoy The Silence (2006)
- Closer (2006)
- Within Me (2007)
- À Tout Le Monde (Set Me Free), Megadeth (2007)
- Spellbound (2009)
- I Like It (2009)
- I Won't Tell You (2010)
- Trip to darkness (2011)
- End of time (2012)
- I Forgive (But I Won't Forget Your Name) (2014)
- Nothing Stands in our Way (2014)
- Delirium (2016)
- Blood, Tears, Dust (2017)
- You Love Me Cause i Hate You (2017)
- Anything but love (2007)
- We are the souls (2019)

### Tributos
- String Quartet Tribute to Lacuna Coil: Spiral Sounds